# Powiat Demmin
Powiat Demmin (niem. Landkreis Demmin) – były powiat w niemieckim kraju związkowym Meklemburgia-Pomorze Przednie z siedzibą w mieście Demmin. Istniał w latach 1818–2011.
Sąsiadował z powiatami: na północy Nordvorpommern, na wschodzie Ostvorpommern, na południowym wschodzie Mecklenburg-Strelitz, na południu Müritz oraz na zachodzie Güstrow. Wschodnia część powiatu (ok. 2/3 powierzchni) leżała na historycznym Pomorzu Przednim natomiast reszta w Meklemburgii-Strelitz.
Główną rzeką powiatu była Peene (pol. Piana). Kummerower See – największe jezioro powiatu o pow. ok. 33 km², które zasilane jest przez Westpeene i Ostpeene, zaś wypływająca zeń rzeka nosi nazwę Peene.
W wyniku reformy administracyjnej Meklemburgii-Pomorza Przedniego powiat został 4 września 2011 podzielony pomiędzy nowo utworzone powiaty Mecklenburgische Seenplatte i Vorpommern-Greifswald.

## Podział administracyjny
W skład powiatu Demmin wchodziły:
- dwie gminy (niem. amtsfreie Gemeinde)
- sześć związków gmin (niem. Amt)

Gmina:
| Lp. | Nazwa gminy | Ludność (31.12.2008) | Powierzchnia km² |
| --- | ----------- | -------------------- | ---------------- |
| 1   | Dargun      | 4.829                | 117,15           |
| 2   | Demmin      | 12.219               | 81,56            |

Związki gmin:
| Lp. | Nazwa                     | Ludność (31.12.2008) | Powierzchnia km² | Liczba gmin |
| --- | ------------------------- | -------------------- | ---------------- | ----------- |
| 1   | Demmin-Land               | 8.191                | 359,60           | 16          |
| 2   | Jarmen-Tutow              | 7.578                | 172,25           | 7           |
| 3   | Malchin am Kummerower See | 14.168               | 303,34           | 7           |
| 4   | Peenetal/Loitz            | 6.780                | 169,78           | 4           |
| 5   | Stavenhagen               | 12.580               | 305,82           | 13          |
| 6   | Treptower Tollensewinkel  | 15.443               | 412,13           | 20          |